# До всички момчета, които съм обичала
„До всички момчета, които съм обичала преди“ е американски романтичен филм от 2018 г. Режисиран е от Сюзън Джонсън и по сценарий на София Алварес. Във филма участват Лана Кондор, Ноа Сентинео, Джанел Париш, Анна Каткарт, Мадлен Артър, Емилия Баранак, Израел Брусард и Джон Корбет. Филмът е въз основа на едноименния роман на Джени Хан. Продукцията е на „Нетфликс“ и е издаден на 17 август 2018 г.
Това е първата част от филмовата поредица „До всички момчета, които съм обичала преди“.
|  | Тази страница частично или изцяло представлява превод на страницата To All the Boys I've Loved Before (film) в Уикипедия на английски. Оригиналният текст, както и този превод, са защитени от Лиценза „Криейтив Комънс – Признание – Споделяне на споделеното“, а за съдържание, създадено преди юни 2009 година – от Лиценза за свободна документация на ГНУ. Прегледайте историята на редакциите на оригиналната страница, както и на преводната страница, за да видите списъка на съавторите. ВАЖНО: Този шаблон се отнася единствено до авторските права върху съдържанието на статията. Добавянето му не отменя изискването да се посочват конкретни източници на твърденията, които да бъдат благонадеждни. |